# Rödbukad gaddbagge
Rödbukad gaddbagge (Mordellochroa abdominalis) är en skalbaggsart som först beskrevs av Fabricius 1775.  Rödbukad gaddbagge ingår i släktet Mordellochroa, och familjen tornbaggar. Arten är reproducerande i Sverige.